# District de Mohnyin

Emplacement dans l'État kachin.

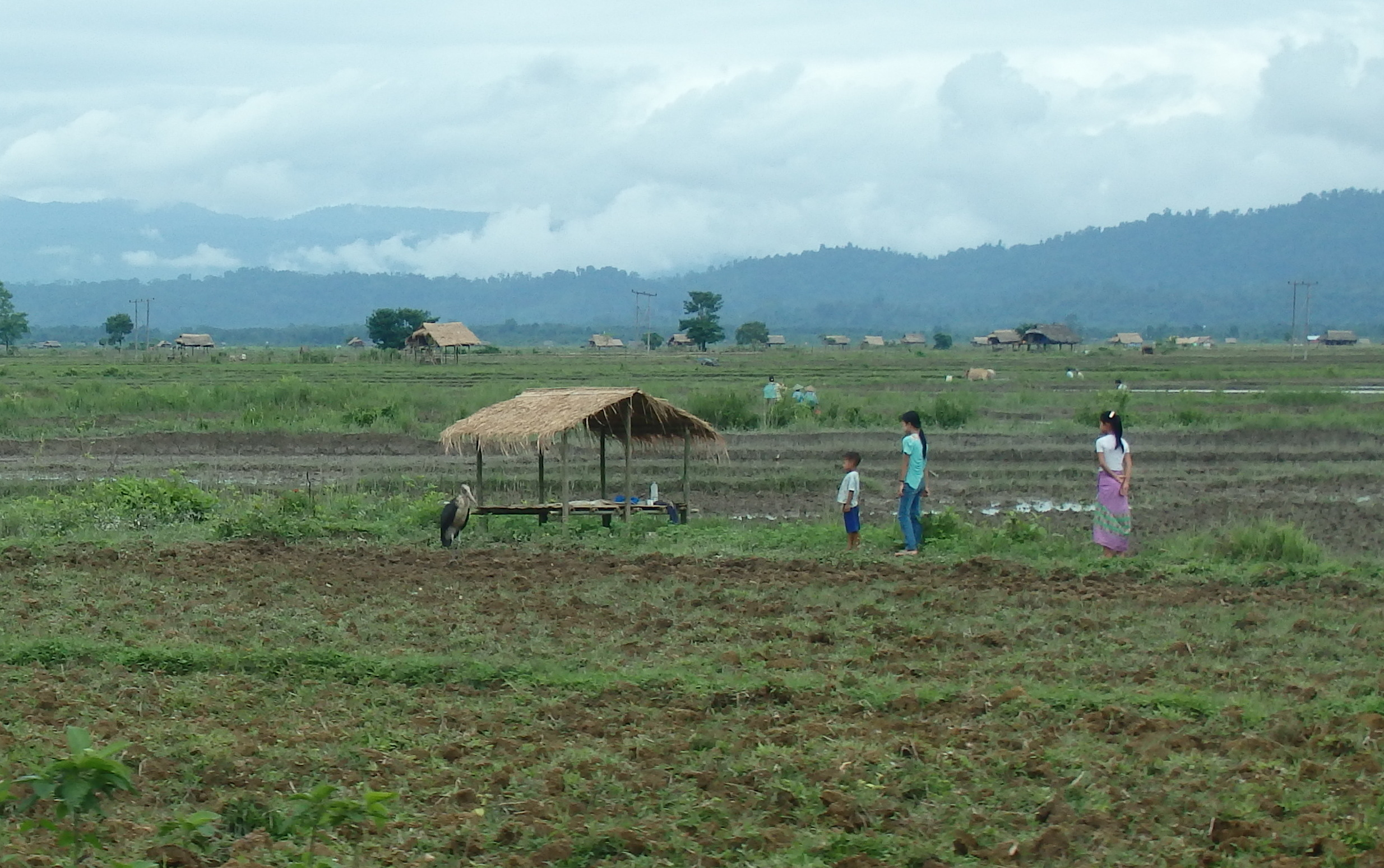
Campagne du district de Mohnyin.

Le district de Mohnyin (birman : မိုးညှင်းခရိုင်) est un district de l'État kachin dans le nord de la Birmanie. Le centre administratif est Mohnyin.

## Cantons
Le district comprend les trois cantons suivants :
- Canton de Mongyaung (en)
- Canton de Mohnyin (en)[1]
- Canton de Hpakant (ou canton de Kamaing)[2]